# Vintrosa församling
Vintrosa församling var en församling i Strängnäs stift och i Örebro kommun i Örebro län (Närke). Församlingen uppgick 2002 i Tysslinge församling.

## Administrativ historik
Församlingen har medeltida ursprung. 
Församlingen var till 2002 moderförsamling i pastoratet Vintrosa och Tysslinge som från 1962 även omfattade Gräve. Församlingen uppgick 2002 i Tysslinge församling.

## Kyrkor
- Vintrosa kyrka